# Goitzschesee-Rundweg
Der Goitzschesee-Rundweg ist ein  Radweg, der auf ca. 30 km Länge um den  Großen Goitzschesee herum führt. Der Rundweg vermittelt einen Überblick über die strukturellen Veränderungen, die die Region und die Landschaft in den letzten Jahrzehnten durchgemacht haben.

## Verlauf

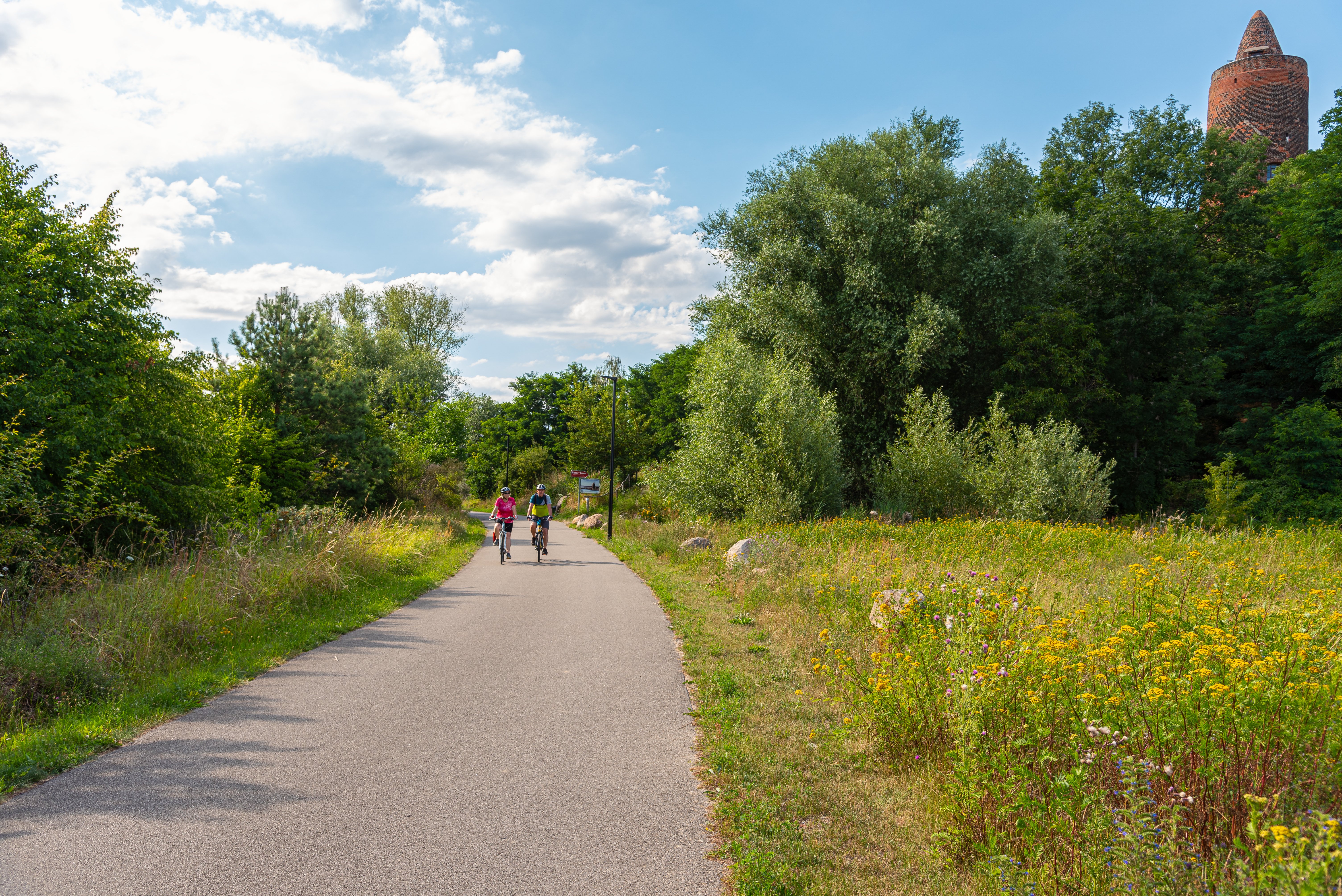
Goitzschesee-Rundweg

Start- und Zielpunkt des Goitzschesee-Rundwegs ist der Parkplatz am Hafen in Bitterfeld. Der Radweg führt vorwiegend über befestigte Wege und ist in beide Richtungen befahrbar.
Entgegen dem Uhrzeigersinn: Hafen Bitterfeld – Sandbank – Denkmal „Opfer Niemegk“ – Aussichtsplattform an der „Spitze“ – Goitzschewald – Sonnentalblick – Feldherrenhügel – Denkmal „Opfer Döbern“ – Roter Turm / Schloss Pouch – Halbinsel Pouch (Agora) mit Landschaftskunstwerken – Marina Mühlbeck – Bernsteinpromenade / Pegelturm mit Seebrücke – Marina / Villa am Bernsteinsee – Bitterfelder Wasserfront – Hafen Bitterfeld

## Ergänzungsweg
Zum Goitzschesee-Rundweg gibt es einen ca. 16 km langen Ergänzungsweg, der am  Holzweißiger Ost-See, Ludwigsee, Neuhauser See und Paupitzscher See vorbeiführt.